# کینگ جرج (ویرجینیا)
کینگ جرج (به انگلیسی: King George) یک منطقهٔ مسکونی در ایالات متحده آمریکا است که در شهرستان کینگ جورج، ویرجینیا واقع شده‌است. کینگ جرج ۴٬۴۵۷ نفر جمعیت دارد.